# Shangdongjie (sockenhuvudort i Kina, Hunan Sheng, lat 29,33, long 109,99)
Shangdongjie (kinesiska: 上洞街, 上洞街乡) är en sockenhuvudort i Kina. Den ligger i provinsen Hunan, i den södra delen av landet, omkring 320 kilometer nordväst om provinshuvudstaden Changsha. Antalet invånare är 7 595. Befolkningen består av 3 626 kvinnor och 3 969 män. Barn under 15 år utgör 23,0 %, vuxna 15-64 år 63 %, och äldre över 65 år 13,0 %.
Runt Shangdongjie är det ganska tätbefolkat, med 144 invånare per kvadratkilometer. Närmaste större samhälle är Tawo, 15,2 km söder om Shangdongjie. I omgivningarna runt Shangdongjie växer huvudsakligen savannskog.
Genomsnittlig årsnederbörd är 1 738 millimeter. Den regnigaste månaden är september, med i genomsnitt 307 mm nederbörd, och den torraste är december, med 21 mm nederbörd.